# Réseau interdisciplinaire pour l'aménagement du territoire européen
RIATE est l'acronyme de Réseau Interdisciplinaire pour l'Aménagement et la cohésion des Territoires de l'Europe et de ses voisinages. Il s'agit d'une unité mixte de service (UMS 2414 RIATE), créée au printemps 2002 par trois entités qui assurent toujours sa tutelle: l'Université Paris VII Denis Diderot, la DATAR (devenu CGET) et le CNRS. Elle est actuellement dirigée par Christine Zanin.
- Sa mission principale est le recensement et la valorisation des compétences scientifiques françaises en matière d'aménagement du territoire européen ainsi que la diffusion, par le biais d'outils cartographiques innovants et de méthodes d'analyse spatiale, de données européennes à dimension régionale.

- Sa mission spécifique est d'assurer le rôle de Point Focal français pour l'Observatoire en Réseau de l'Aménagement du Territoire Européen (programme ORATE/ESPON), ambitieux programme de recherche appliquée réunissant chercheurs et acteurs politiques autour de thématiques territoriales.

L'UMS RIATE diffuse un bulletin de veille bimensuel  et soutient également des projets tels qu'un lexique de l'aménagement du territoire européen ou un observatoire de la diffusion des pièces en euro étrangères.